# دانشگاه کابل
دانشگاه کابل بزرگ‌ترین و قدیمی‌ترین مؤسسهٔ آموزش عالی در افغانستان است. این دانشگاه نزدیک به ۲۵٬۰۰۰ دانشجو دارد.

## پیشینه

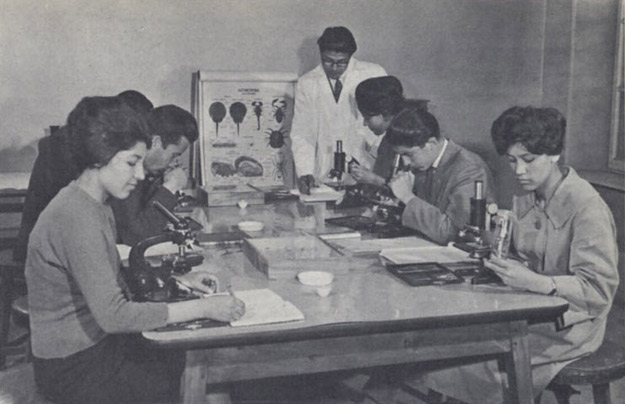
کلاس زیست‌شناسی (بیولوژی) در دانشگاه کابل، سال‌های ۱۳۳۲ یا ۱۳۳۸

دانشگاه کابل، به عنوان نخستین نهاد آموزش عالی در افغانستان، در سال ۱۳۱۱ خورشیدی تأسیس شد. در سال ۱۳۱۱ ه‍.ش / ۱۹۳۲ م. عصر محمد نادرشاه نخستین پایهٔ دانشکدهٔ کابل نهاده شد و دانشکدهٔ پزشکی کابل (دانشکدهٔ علوم طبی کابل) تأسیس گردید. دانشکدهٔ مذکور در آن زمان تحت سرپرستی دو تن از متخصصان افغان بنام‌های پروفسور دکتر محمد فیس ملکزاده و امین‌الله طاهری بود، در سال ۱۳۱۷ ه‍.ش / ۱۹۳۸ م. (یعنی در زمان محمد ظاهرشاه) دانشکدهٔ حقوق و علوم سیاسی و در تاریخ ۱۳۲۲ ه‍.ش / ۱۹۴۳ م. دانشکدهٔ علوم (ساینس) و در سال ۱۳۲۳ ه‍.ش / ۱۹۴۴ م. دانشکدهٔ ادبیات تأسیس گردید. وجود این دانشکده‌ها سبب شد که دولت افغانستان گام بزرگ‌تری بردارد و بنیاد دانشکدهٔ کابل را بگذارد. بدین قرار، در سال ۱۳۲۵ ه‍.ش / ۱۹۴۶ م. محفل بزرگی برای تأسیس دانشکدهٔ کابل منعقد شد.

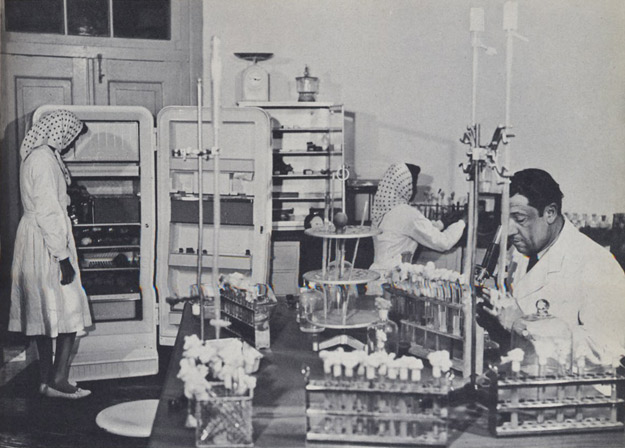
لابراتوار دانشگاه کابل دهه ۵۰ میلادی

دانشگاه کابل دارای پانزده دانشکده می‌باشد؛ کابل بستر خوب فعالیت‌های سیاسی برای احزاب سیاسی بوده و همیشه مورد استفادهٔ سوء قرار گرفته‌است. از این لحاظ، دانشگاه کابل در تغییر حکومت‌های پیشین نقش مهمی داشته‌است. در دانشگاه کابل با مخالفت‌های شدید میان پشتوزبانان و فارسی‌زبانان جریان داشته و در پهلوی این تعصبات، تعصبات مذهبی، سن و سال استادان کهن‌سال و جوان نیز جزو چالش‌های نو در سر راه نوسازی و شکوفایی دانشگاه کابل است. استادان کهن‌سال بیشتر با جزوه‌های کهنه آراسته بوده در حالی که استادان جوان بیشتر آرزو دارند تا خلأ بزرگی که میان فناوری‌های نو و نظام کهنه و فرسوده گذشته وجود دارد از میان برده شود. قابل یادآوریست که دانشگاه کابل در دو بخش روزانه و شبانه به تدریس می‌پردازد.
آرامگاه سید جمال‌الدین اسدآبادی در این دانشگاه قرار دارد، البته در افغانستان سید جمال به سیر جمال‌الدین افغان مشهور است.

## بازسازی

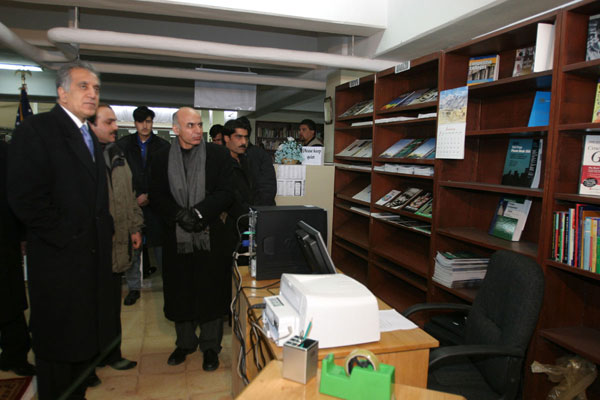
بازدید زلمی خلیل‌زاد و اشرف غنی از دانشگاه کابل، ۲۰۰۵

در ماه ژانویهٔ سال ۲۰۰۴ میلادی این دانشگاه فقط دارای ۲۴ عدد رایانه و یک عدد گوشی ضربان‌سنج پزشکی بود، در نتیجه فعالیت دوبارهٔ این دانشگاه با هزینه‌ای معادل ۶۴ میلیون دالر آمریکایی برآورد شده بود؛ بنابراین به منظور برداشتن گامی در فرایند بازسازی، دانشگاه کابل مشارکتی همراه با چهار دانشگاه خارجی که شامل دانشگاه پردیو و دانشگاه آریزونا از ایالت متحدهٔ آمریکا هم می‌شد؛ آغاز نمود.
در سال ۲۰۰۷ میلادی کشور ایران، همسایهٔ غربی افغانستان، تعداد ۲۵٬۰۰۰ کتاب را به دانشگاه کابل اهدا نموده و مبلغ ۸۰۰٬۰۰۰ دالر آمریکایی نیز برای اهداء به بخش دندانپزشکی این دانشگاه اختصاص داده‌است.
در ماه ژوئیهٔ سال ۲۰۱۰ میلادی، پاکستان همسایهٔ دیگر افغانستان نیز یک پروژهٔ ساختمانی با هزینه‌ای معادل ۱۰ میلیون دالر آمریکایی را به منظور بازسازی بخش هنر دانشگاه کابل بنا نمودند.

## بناهای دانشگاه کابل

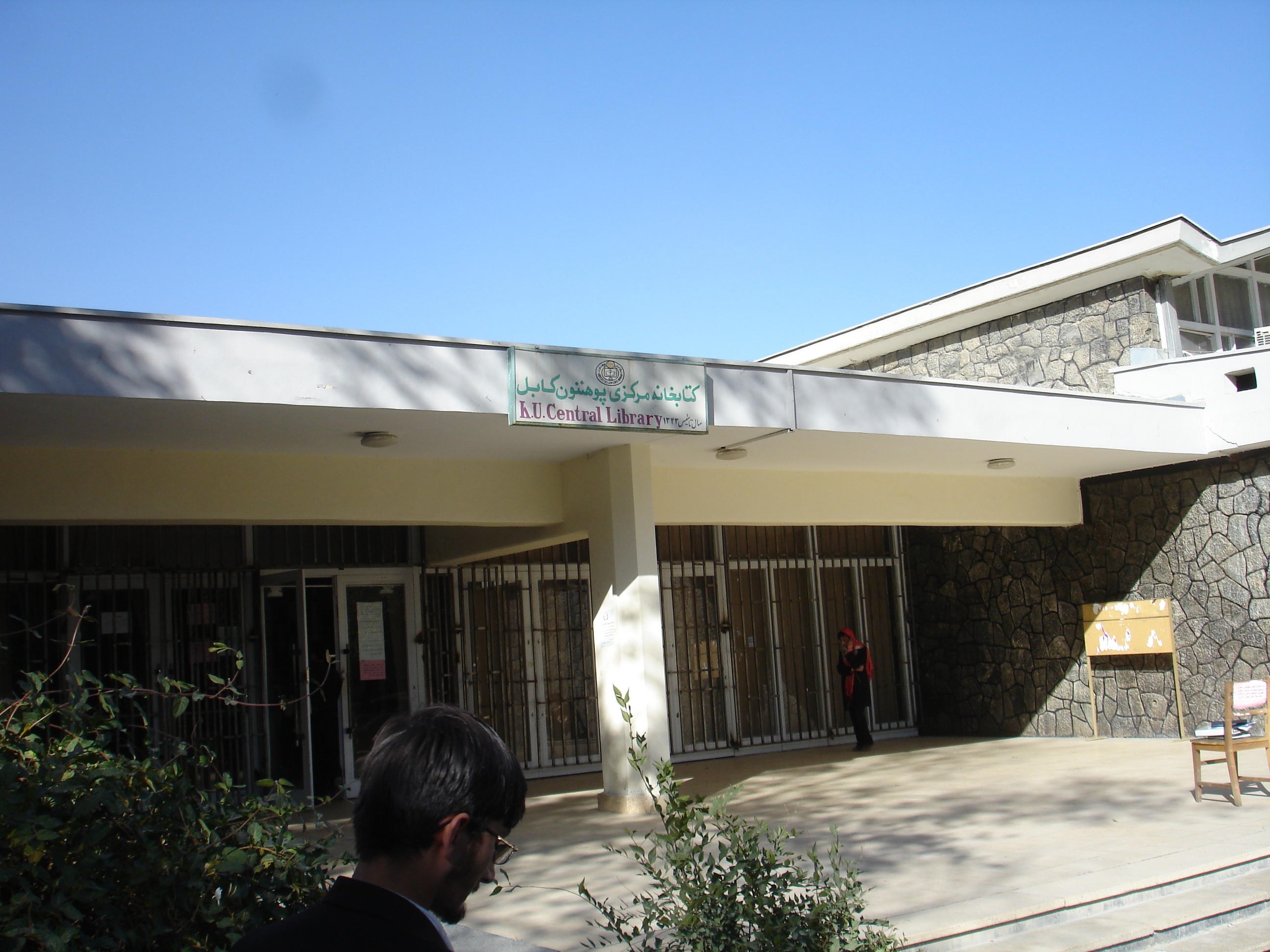
کتابخانه دانشگاه کابل

نخستین بنای دانشگاه کابل ساختمان دانشکده پزشکی و ملحقات آن است که مدت‌ها پیش از بنیان‌گذاری و تمرکز دانشکده‌ها و ادارهٔ دانشکده در محوطه موجوده بنا شده‌است.
پس از آن عمارت دانشکده‌های علوم طبیعی و فارمسی (داروسازی) که نزدیک یکدیگر قرار دارند، به آن افزوده شد. تهداب ساختمان اداری و دانشکده‌های دانشگاه در سال ۱۳۲۳ گذاشته شد و در سال ۱۳۴۳ دانشگاه به این ساختمان انتقال یافت. پیش از آن بعضی از دانشکده‌ها به صورت پراکنده و دور از همدیگر در نقاط مختلف شهر به فاصله‌های دور از ریاست دانشگاه که گاهی در تعمیر انستیتو کیمیا واقع پل باغ عمومی و گاهی در شهر نو قرار داشت. دانشکده‌ها از خود خوابگاه‌های جداگانه داشتند که آن هم در نقاط مختلف شهر پراکنده بود.
بنیان‌گذاری و انتقال دانشگاه با تمام موسسات و ادارات مربوط آن به محوطه و تعمیر نو به دانشگاه روح تازه‌ای بخشید. دانشکده‌ها دور هم جمع شدند. کتابخانه دانشگاه در عمارت موجوده که دارای تالارهای بزرگ و بخش‌های مختلف است، مرکزیت حاصل نموده و با سامان و لوازم روز مجهز ساخته شد. دانشگاه برای انجام فعالیت‌های آکادمیک و فرهنگی یک ادیتوریم عصری را در مرکز محوطهٔ خود جا داد. همچنان برای اجرای ورزش‌ها و بازی‌های دسته‌جمعی و انفرادی دارای یک ورزشگاه و باشگاه ژیمناستیک نیز گردید.
دانشکده‌های دانشگاه کابل از نقاط مختلف شهر کابل دور هم جمع شده بعضی در مجتمع مستقل و بعضاً به صورت مشترک در یک عمارت ولی بزرگ و دو طبقه‌ای جایگزین شدند. دانشکدهٔ حقوق و علوم سیاسی، ادبیات، علوم طبیعی، اقتصاد، شرعیات (الهیات)، تعلیم و تربیت با ریاست و دفاتر مرکزی دانشگاه در تعمیر مرکزی که با ادیتوریم پیوست است، جایگزین شدند. دانشکدهٔ مهندسی و دانشکدهٔ کشاورزی در عمارت مستقل، مجهز با تمام وسایل تدریس عملی و نظری نقل مکان کرد. همه دانشجویان در خوابگاه عمومی «چهار باله» سه طبقه‌ای که در وسط آن کافه تریا و دفاتر، آشپزخانه با انبارها و ذخیره خانه‌ها قرار دارد، که فضای دوستانه را میان دانشجویان ایجاد کرده‌است.
با اعمار و تکمیل بناهای نوساخته ۹۵ اتاقی در سال ۱۳۶۰، دانشکده‌های ادبیات و علوم انسانی، اقتصاد و دانشکدهٔ پزشکی کابل در آن مستقر گردید.
عمارت‌های نو یکی به تعقیب دیگر در سال ۱۳۶۱ و اوایل سال ۱۳۶۲، اولی به نام انستیتوت کیمیا، جدیدترین و مجهزترین ساختمان دو طبقه‌ای با طراحی خاص دانشگاه و دیگری به نام اتاق‌های درسی «سه باله» و سه منزله که در آن دانشکده علوم دامپزشکی و دانشکدهٔ زمین‌شناسی انتقال یافت، برای استفاده و بهره‌برداری آماده شد.

## دانشکده‌ها
این دانشگاه بر طبق اصول‌نامه‌ای که دارد، دارای دانشکده‌های زیر می‌باشد:
- دانشکدهٔ علوم (ساینس)
- دانشکدهٔ روان‌شناسی
- دانشکدهٔ زبان و ادبیات
- دانشکدهٔ حقوق و علوم سیاسی
- دانشکدهٔ داروسازی (فارمسی)
- دانشکدهٔ شرعیات (الهیات)
- دانشکدهٔ مهندسی (انجنیری)
- دانشکدهٔ اقتصاد
- دانشکدهٔ ادبیات
- دانشکدهٔ علوم اجتماعی
- دانشکدهٔ زراعت (کشاورزی)
- دانشکدهٔ دامپزشکی (وترنری)
- دانشکدهٔ زمین‌شناسی
- دانشکدهٔ هنرهای زیبا
- دانشکدهٔ علوم کامپیوتر (رایانه)
- دانشکدهٔ حفظ محیط زیست
- دانشکدهٔ تکنالوژی معلوماتی و مخابراتی

افزون‌بر این، مؤسسات فرهنگی و مسلکی زیر هم در دایرهٔ دانشگاه کابل موجود است:
- دارالمعلمین عالی
- مدارس صنایع نفیسه
- دارالعلوم عربیه

دانشگاه کابل دارای شخصیت حقوقی است و نمایندگی آن به عهدهٔ رئیس دانشگاه است و از لحاظ اداری و مالی مستقل و مستقیماً نزد وزیر تحصیلات عالی مسئول است.

## استادان دانشگاه کابل

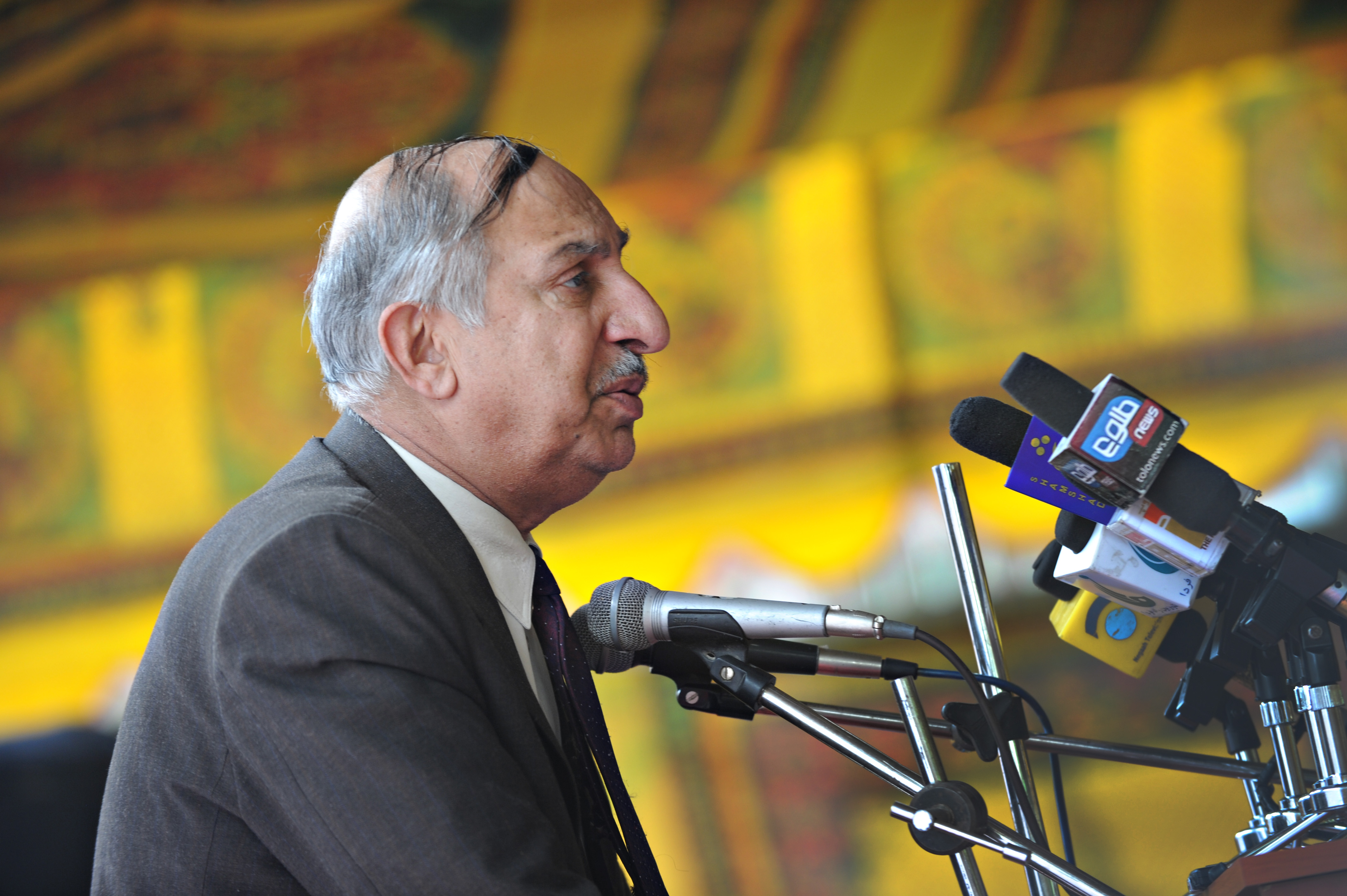
حمیدالله امین، رئیس دانشگاه کابل در یک سخنرانی

دورهٔ دوم فعالیت این دانشگاه در حقیقت دورهٔ انتقالی دولت اسلامی افغانستان پس از طالبان (سال ۲۰۰۲ م) می‌باشد و این دانشگاه تلاش دارد که حداقل آن اعتبار از دست رفتهٔ پیشین خویش را بدست آورد که این امر فقط با استادان مجرب، متخصص و کاردان امکان‌پذیر خواهد بود.

## دانشجویان این دانشگاه
از آغاز فعالیت‌های آموزشی دانشگاه کابل تاکنون دانشجویان معروف این دانشگاه شامل افراد زیر می‌باشد:
- باستان‌شناس آمریکایی نانسی دوپری.
- صدراعظم پیشین افغانستان سلطان علی کشتمند.
- صدراعظم پیشین افغانستان دکتر محمد یوسف.
- صدراعظم پیشین افغانستان دکتر محمد هاشم میوندوال.
- صدراعظم پیشین افغانستان محمد موسی شفیق.
- وزیر اقتصاد و دارایی پیشین افغانستان محمد خان جلالر.
- رئیس پیشین دانشگاه طب داکتر عبدالقادر باها.
- جراح داکتر عبدالرحیم لودین.
- رئیس‌جمهور پیشین ببرک کارمل.
- رئیس‌جمهور پیشین محمد نجیب الله.
- حفیظ‌الله امین
- عبدالرب الرسول سیاف
- دکتر آناهیتا راتبزاد (سیاستمدار).
- رئیس شورای عالی مصالحه ملی داکتر عبدالله عبدالله.
- وزیر پیشین وزارت خارجه افغانستان رنگین دادفر سپنتا.
- سیاستمدار پیشین طاهر بدخشی.
- وزیر پیشین تحصیلات عالی - سید عمر منیب
- سفیر افغانستان در کشورهای اسکاندیناوی منیژه باختری.
- واصف باختری.
- فعال مدنی حمیده برمکی.
- فرمانده پیشین نظامی احمد شاه مسعود.